# Richard Hine
Richard Hine (nascido em 11 de dezembro de 1939) é um ex-ciclista australiano que competiu nos Jogos Olímpicos de Verão de 1964, representando a Austrália.